# Малый Сим (приток Сима)
Малый Сим — река в России, протекает по Челябинской области. Устье реки находится в 225 км по правому берегу реки Сим. Длина реки составляет 10 км.

## Данные водного реестра
По данным государственного водного реестра России, относится к Камскому бассейновому округу, водохозяйственный участок реки — Сим от истока и до устья, речной подбассейн реки — Белая. Речной бассейн реки — Кама.
Код объекта в государственном водном реестре — 10010200612111100018983.